# Джованні Баттіста Гваданьїні
Джованні Баттіста Гваданьїні (Джованні Баттіста Гваданіні; італ. Giovanni Battista Guadagnini; 23 червня 1711 — 18 вересня 1786) — італійський скрипковий майстер, якого визнають одним з найкращих в історії майстрів струнних музичних інструментів. Він вважається третім з найвеличніших майстрів після Антоніо Страдіварі та Джузеппе Гварнері «дель Джезу». Сім'я Гваданьїні була відома своїми скрипками, гітарами та мандолінами.

## Життєпис

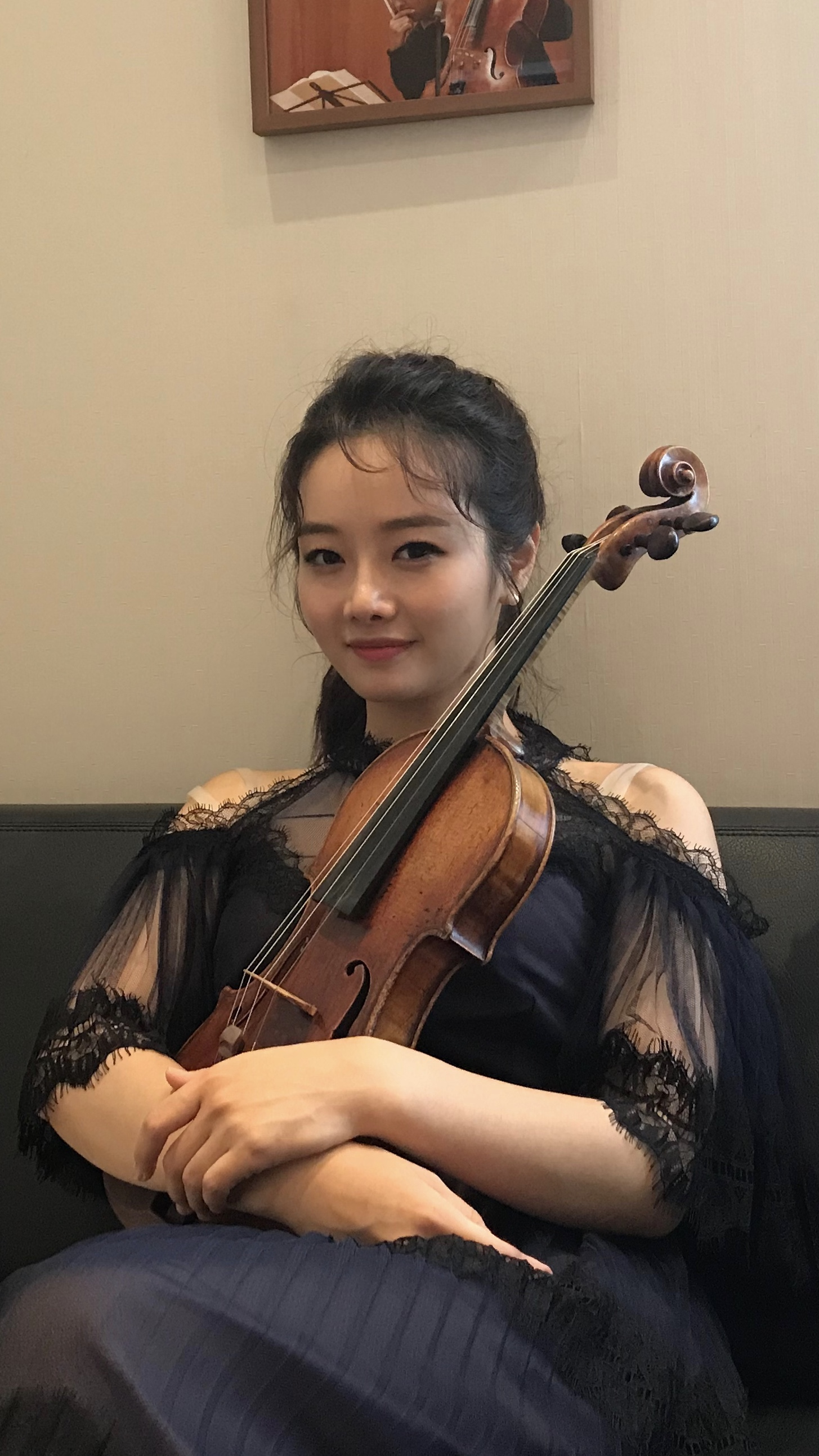
Корейська скрипалька Бомсорі Кім зі скрипкою Гваданьїні (1774, Турин). Скрипка належить Kumho Asiana Cultural Foundation

Джованні Баттіста Гваданьїні (лат. Johannes Baptista Guadagnini) народився 23 червня 1711 року приблизно в 30 км від міста Кремона у Боргоново-Валь-Тідоне, провінція П'яченца. Це був час, коли Страдіварі й Гварнері перебували в розквіті творчих сил.
Останні дослідження пролили світло на вплив обох геніїв, Страдіварі й Гварнері, на лінії симетрії інструментів Гваданьїні, який був ще юнаком, коли його батько Лоренцо, також уродженець Боргоново-Валь-Тідоне, був одним з виробників інструментів для майстерні Страдіварі, провідної скрипкової майстерні у першій половині 18 століття.
Гваданьїні був учнем в майстерні. За нормами тогочасної торгової практики в Італії, молода людина повинна була з 12-річного віку стартувати в якості учня в майстерні, щоб в майбутньому отримати дозвіл займатись відповідною торгівлею. Купецькі гільдії очолювались майстром, який видавав відповідні папери — путівки в професію для успішних учнів. Торгівельні гільдії, що надавали кар'єрні можливості для кваліфікованих торговців, включаючи виробників музичних інструментів, мали торгівельні домовленості в Європі з середньовічних часів, у тому числі в Італії. Гільдії були докапіталістичною промисловою організацією, що перебувала під контролем герцога, який регулював торговельну практику, якість вироблених товарів та цінову політику.
Діяльність Гваданьїні можна розділити за чотирма основними періодами, що пов'язані з чотирма містами Італії, де він жив і працював, а саме періоди П'яченци (1716—1749), Мілана (1749—1758), Парми (1758—1771) й Турина (1771—1786). Кожен період має свій стиль і характеристику. Міланський стиль Гваданьїні є більш популярним в Європі, тоді як стиль Турина є більш затребуваним у Сполучених Штатах. Міланські моделі видають м'який і барвистий звук, тоді як звук моделей Туріна пласкіший і потужніший.
Як цінителі інструментів Гваданьїні так і музиканти вважають його чи не останнім із великих скрипкових майстрів другої половини так званого «золотого віку», коли в Італії правили Бурбони.
Великий майстер пішов з життя в Турині 1786 року.

## Виконавці на інструментах Гваданьїні
Скрипалі
| Скрипаль                     | Дата і місце виготовлення | Назва інструмента               | Коментар | Посилання     |  |
| ---------------------------- | ------------------------- | ------------------------------- | --- | ------------- |  |
| Фелікс Айо                   | 1744                      |                                 | | [ 6 ]         |  |
| Ріккардо Бренгола            | 1747, П'яченца            | Contessa Crespi                 | | [ 7 ]         |  |
| Бродський Адольф Давидович   | 1751, Мілан               | ex-Brodsky                      | | [ 8 ]         |  |
| Брон Захар Нухимович         | 1757, Мілан               |                                 | | [ 9 ]         |  |
| Аморі Коейто                 | 1773                      |                                 | | [ 10 ]        |  |
| Ендрю Дауес                  | 1770, Парма               |                                 | | [ 11 ]        |  |
| Річард Дікін                 |                           |                                 | Англійський камерний музикант і соліст, викладач Королівської музичної академії в Лондоні. |               |  |
| Юлія Фішер                   | 1742                      |                                 | | [ 13 ]        |  |
| Карл Флеш                    | 1750-ті                   | ex-Henri Vieuxtemps             | | [ 14 ]        |  |
| Девід Ґарретт                | 1772                      |                                 | У грудні 2007 року Гаррет упав після виступу і розбив свою скрипку, яку він придбав за чотири роки до цього за 1 мільйон доларів США.                                                                 |               |  |
| Девід Грід                   | 1757                      |                                 | Належить синдикату «The Yorkshire Guadagini 1757 Syndicate». | [ 16 ]        |  |
| Артюр Грюмьо                 | 1752                      | ex-Grumiaux                     | | [ 17 ]        |  |
| Девід Гален                  | 1753                      |                                 | | [ 18 ]        |  |
| Яша Хейфец                   | 1741, П'яченца            | ex-Heifetz                      | Попередники — Ремберт Вурліцер в 1946 році і Даріо Д'Аттілі в 1991 році | [ 19 ]        |  |
| Марлен Геммер                | 1764                      |                                 | | [ 20 ]        |  |
| Пітер Гересгал               | 1753, Мілан               |                                 | | [ 5 ]         |  |
| Віллі Гесс                   | 1740s                     |                                 | | [ 21 ]        |  |
| Йозеф Йоахім                 | 1767, Парма               | ex-Joachim                      | | [ 22 ]        |  |
| Іда Кавафян                  | 1751                      |                                 | | [ 23 ]        |  |
| Девід Кім                    | 1757                      |                                 | В оренді від Філадельфійського оркестру | [ 24 ]        |  |
| Мін-Чон Ко                   | 1767                      |                                 | | [ 25 ]        |  |
| Горан Кончар                 | 1753, Мілан               |                                 | | [ 26 ]        |  |
| Копельман Михайло Самуїлович | 1773                      |                                 | | [ 27 ]        |  |
| Міхал Ковалковскі            | 1753                      | Gucio                           | |               |  |
| Ян Кубелик                   | 1750                      | ex-Kubelik                      | | [ 28 ]        |  |
| Пекка Куусісто               | 1752                      |                                 | В оренді від «Finnish Cultural Foundation» | [ 29 ]        |  |
| Манфред Леверкус             | 1752                      | ex-Kneisel                      | Вкрадена 2006 року |               |  |
| Джек Лібек                   | 1785                      | ex-Wilhelmj                     | | [ 30 ]        |  |
| Вейн Лін                     | 1779, Турин               |                                 | | [ 31 ]        |  |
| Тасмін Літтл                 | 1757, Мілан               |                                 | | [ 5 ] [ 32 ]  |  |
| Мауро Лопес Феррейра         |                           |                                 | | [ 33 ]        |  |
| Галдон Мартінсон             | 1750                      |                                 | Використовується Бостонським симфонічним оркестром | [ 34 ]        |  |
| Стефан Міленкович            | 1780, Турин               |                                 | | [ 35 ]        |  |
| Муллова Вікторія Юріївна     | 1750                      |                                 | | [ 36 ]        |  |
| Жінетт Невьо                 |                           |                                 | Придбана ранньої весни 1949 року, була при Жінетт Невьо під час авіакатастрофи у жовтні того ж року, в якій Невьо загинула. Пізніше, сувій скрипки з'явився в Парижі, кілька разів змінивши власника. |               |  |
| Девід Плантьє                | 1766                      |                                 | | [ 38 ]        |  |
| Сімоне Портер                | 1745                      |                                 | В оренді від «The Mandell Collection of Southern California» | [ 39 ]        |  |
| Вільям Пінчон                | 1779, Турин               |                                 | Придбана 26 березня 1957. Звучала в «Опері Сан-Франциско» до 1998 року |               |  |
| Лінда Розенталь              | 1772, Турин               |                                 | | [ 40 ]        |  |
| Леон Саметіні                | 1751                      | ex-Sametini                     | | [ 41 ]        |  |
| Марі Самуельсен              | 1773, Турин               |                                 | В оренді від «ASAF» (Anders Sveeas Charitable Foundation, Осло). | [ 42 ] [ 43 ] |  |
| Стефані Сант'Амброжіо        | 1757                      |                                 | | [ 44 ]        |  |
| Маюмі Зайлер                 | 1740, П'яченца            |                                 | |               |  |
| Іттаї Шапіра                 | 1745, П'яченца            |                                 | | [ 45 ]        |  |
| Сіні Сімонен                 | 1760                      |                                 | В оренді від «Finnish Cultural Foundation» | [ 46 ]        |  |
| Сімович Роман Аполлонович    | 1752                      |                                 | В оренді від Джонатана Моулдса, британського банкіра і філантропа | [ 47 ]        |  |
| Івонне Смейлерс              | 1785                      |                                 | | [ 48 ]        |  |
| Лара Сент-Джон               | 1779                      | Salabue                         | «Воскресіння св. Іоанна» | [ 49 ]        |  |
| Ліндон Джонстон Тейлор       | 1777                      |                                 | | [ 50 ]        |  |
| Генрі Темянка                | 1752                      |                                 | Виготовлена за моделлю Петра Гварнеріуса. Сертифікат скрипника Джозефа Ведраля, Голландія, 28 вересня 1929 року                                                                                       |               |  |
| Ванесса Мей                  | 1761                      | Gizmo                           | | [ 51 ]        |  |
| Пабло Валетті                | 1758                      |                                 | | [ 52 ]        |  |
| Павло Верніков               | 1747, П'яченца            | ex-Contessa Crespi, ex-Brengola | В оренді від Fondazione Pro Canale. 2016 року коштувала $1,5 млн. Була викрадена в грудні 2016 року.                                                                                                  |               |  |
| Анрі В'єтан                  | 1750s                     | ex-Henri Vieuxtemps             | | [ 14 ]        |  |
| Генрик Венявський            | 1750                      | ex-Wieniawski                   | | [ 54 ]        |  |
| Боб Віллс                    | 1784                      |                                 | Скрипка декларувалась як 157-річна під час придбання в 1941 році за $3000. Пізніше Віллс заявивив в інтерв'ю, що він віддав її своєму другові і придбав іншу за $5000.                                | [ 55 ]        |  |
| Ежен Ізаї                    | 1774                      | ex-Eugène Ysaÿe                 | | [ 56 ]        |  |
| Лі Чуань Юнь                 | 1784                      |                                 | В оренді від Товариства Страдіварі («Stradivari Society») | [ 57 ]        |  |
| Діана Тищенко                | 1754                      |                                 | — | [ 58 ]        |  |

Альтисти
- Лі-Куо Чанг грає на альті Гваданьїні 'ex-Vieuxtemps', виготовленому в Пармі 1768 року.[59][60]
- Джеральдіна Волтер грає на альті Гваданьїні, виготовленому в Турині 1774 року.[61]

Віолончелісти
- Наталі Клейн грає на віолончелі Гваданьїні «Simpson» (1777).[62]
- Давид Гільович Герінгас грає на віолончелі Гваданьїні 1761 року виготовлення.[63]
- Максін Нойман грає на віолончелі Гваданьїні 1772 року.[64]
- Хан-На Чан грає на віолончелі Гваданьїні (Мілан, 1757).
- Гілберто Мунгіа грає на віолончелі Гваданьїні (1748).
- Саша Вечтомов грає на віолончелі Гваданьїні (Мілан, 1754).
- Соль Габетта грає на віолончелі Гваданьїні (1759).
- Картер Брей, головний віолончеліст Нью-Йоркського філармонічного оркестру, грає на віолончелі Гваданьїні (Мілан, 1754).[65]

Ансамблі
- Australian String Quartet (ASQ, Австралійський струнний квартет) використовує такі чотири інструменти: віолончель (П'яченца, 1743), скрипка (П'яченца, 1748—1949), альт (Турин, 1783), скрипка (Турин, 1784).[66]